# Mélonjosephit
Mélonjosephit ist ein sehr selten vorkommendes Mineral aus der Mineralklasse der „Phosphate, Arsenate und Vanadate“. Es kristallisiert im orthorhombischen Kristallsystem mit der Zusammensetzung CaFe2+Fe3+[OH|(PO4)2], ist also chemisch gesehen ein Calcium-Eisen-Phosphat mit Hydroxygruppen als zusätzlichen Anionen.
Mélonjosephit entwickelt meist durchscheinende, tafelige Kristalle, aber auch faserige Aggregate von dunkelgrüner bis fast schwarzer Farbe bei grünlicher Strichfarbe. Sichtbare Kristallflächen weisen einen glas- bis harzähnlichen Glanz auf.

## Etymologie und Geschichte
Erstmals entdeckt wurde Mélonjosephit im südlichen Angarf-Pegmatit bei Tazenakht in der marokkanischen Provinz Ouarzazate und beschrieben 1973 von André-Mathieu Fransolet, der das Mineral nach Joseph Mélon (1898–1991) benannte.

## Klassifikation
Bereits in der mittlerweile veralteten, aber noch gebräuchlichen 8. Auflage der Mineralsystematik nach Strunz gehörte der Mélonjosephit zur Mineralklasse der „Phosphate, Arsenate und Vanadate“ und dort zur Abteilung der „Wasserfreien Phosphate mit fremden Anionen“, wo er zusammen mit Prosperit die eigenständige Gruppe VII/B.23 bildete.
Die seit 2001 gültige und von der International Mineralogical Association (IMA) verwendete 9. Auflage der Strunz'schen Mineralsystematik ordnet den Mélonjosephit ebenfalls in die Klasse der „Phosphate, Arsenate und Vanadate“ und dort in die Abteilung der „Phosphate usw. mit zusätzlichen Anionen; ohne H2O“ ein. Diese Abteilung ist allerdings weiter unterteilt nach der Größe der beteiligten Kationen und dem Stoffmengenverhältnis der zusätzlichen Anionen und dem Phosphat-, Arsenat- bzw. Vanadatkomplex (RO4), so dass das Mineral entsprechend seiner Zusammensetzung in der Unterabteilung „Mit mittelgroßen und großen Kationen; (OH, usw.) : RO4 = 0,5 : 1“ zu finden ist, wo es als einziges Mitglied die unbenannte Gruppe 8.BG.10 bildet.
Auch die vorwiegend im englischen Sprachraum gebräuchliche Systematik der Minerale nach Dana ordnet den Mélonjosephit in die Klasse der „Phosphate, Arsenate und Vanadate“ und dort in die Abteilung der „Wasserfreie Phosphate etc., mit Hydroxyl oder Halogen“ ein. Hier ist er als einziges Mitglied in der unbenannten Gruppe 41.10.05 innerhalb der Unterabteilung „Wasserfreie Phosphate etc., mit Hydroxyl oder Halogen mit (A2+B2+)3(XO4)2Zq“ zu finden.

## Kristallstruktur
Mélonjosephit kristallisiert orthorhombisch in der Raumgruppe Pbam (Raumgruppen-Nr. 55) mit den Gitterparametern a = 9,54 Å; b = 10,83 Å und c = 6,37 Å sowie 4 Formeleinheiten pro Elementarzelle.

## Bildung und Fundorte
Mélonjosephit bildet sich in granitischen Pegmatiten, ersetzt dort Minerale der Alluaudit-Gruppe und tritt meist in Paragenese mit Triphylin auf.
Bisher (Stand: 2011) konnte Mélonjosephit neben seiner Typlokalität Tazenakht in Marokko, noch an drei weiteren Fundorten nachgewiesen werden: In der „Siglo Veinte Mine“ bei Llallagua in Bolivien, bei Přibyslavice-Vlkaneč im tschechischen Okres Kutná Hora und im Sandamab Pegmatit bei Usakos in Namibia.